# 망포글빛도서관
망포글빛도서관은 경기도 수원시 영통구에 있는 도서관이다.

## 연혁
- 2018.06.04 도서관 착공
- 2019.02.28 도서관 공사 완료
- 2019.03.18 도서관 임시사용 승인
- 2019.04.29 도서관 개관